# Lake Yellowstone Hotel & Cabins
Le Lake Yellowstone Hotel & Cabins est un hôtel américain dans le comté de Teton, dans le Wyoming. Situé au sein du parc national de Yellowstone, cet établissement est inscrit au Registre national des lieux historiques depuis le 16 mai 1991 et est un National Historic Landmark depuis le 27 février 2015. Il est membre des Historic Hotels of America depuis 2012.